# Svitle, Monastîrîska
Svitle (în ucraineană Світле) este un sat în așezarea urbană Koropeț din raionul Monastîrîska, regiunea Ternopil, Ucraina.

## Demografie
Componența lingvistică a localității Svitle
     Ucraineană (99,38%)
     Alte limbi (0,62%)
Conform recensământului din 2001, majoritatea populației localității Svitle era vorbitoare de ucraineană (99,38%), existând în minoritate și vorbitori de alte limbi.